# Trismelasmos tectorius
Trismelasmos tectorius is een vlinder uit de familie van de Houtboorders (Cossidae). De wetenschappelijke naam van de soort is voor het eerst gepubliceerd in 1901 door Charles Swinhoe.
De soort komt voor in de Solomonseilanden.